# عملية فوستيان
عملية فوستيان هي عملية لقوات المجوقلة حدثت أثناء غزو الحلفاء لصقلية في شهر يوليو عام 1943 إبان الحرب العالمية الثانية. نفّذتها سرية الهبوط المظلي الأولى البريطانية تحت قيادة العميد جيرالد لاثبوري، والسرية تابعة لفرقة المجوقلة الأولى البريطانية. كان الهدف من العملية هو جسر بريموسولي الواقع على نهر سيميتو. خُطط إنزال السرية بمساعدة قوات المجوقلة الشراعية على جانبي النهر. ثم على السرية الاستيلاء على الجسر وتأمين المنطقة المحيطة به حتى وصول القوة الصحراوية الغربية البريطانية، والتي أنزلت قواتها على الساحل الجنوبي الشرقي قبل 3 أيام. كان الجسر هو المعبر الوحيد فوق النهر، وهو ما سيمنح الجيش البريطاني الثامن إمكانية الوصول إلى سهل قطانية، وكان من المتوقع أن الاستيلاء عليها سيساهم في تسريع تقدم قوات الحلفاء وهزيمة قوات المحور المتواجدة في صقلية في نهاية المطاف.
أُسقطت عدة طائرات كانت تقل القوات المظلية من شمال أفريقيا أو تعرضت للضرر، فعادت أدراجها جراء النيران الصديقة ونيران العدو. جراء المناورات التي قام بها الطيارون، تبعثرت السرية المجهزة للهبوط ضمن مساحة واسعة من الأراضي، ولم يهبط في المواقع الصحيحة سوى سريتين تقريبًا. على الرغم من الهبوط غير المخطط له ودفاع القوات الألمانية والإيطالية، تمكن المظليون البريطانيون من الاستيلاء على الجسر وصدّ الهجمات والصمود ضد الظروف المحيطة بهم حتى المساء. كانت فرقة الإغاثة التي قادتها فرقة المشاة الخمسون، تحت قيادة اللواء سيدني كيركمان، تعاني من قلة وسائل النقل، وكانت على بعد 1.6 كيلومتر عن المظليين عندما توقفت جراء حلول الظلام. بحلول ذلك الوقت، وتزامنًا مع تزايد الإصابات بين الجنود وتناقص المؤن، تخلّى قائد سرية القوات المظلية، جيرالد لاثبوري، عن الجسر لصالح الألمان. في اليوم التالي، اجتمعت الوحدات البريطانية مع بعضها، وحاولت الكتيبة التاسعة –والمعروفة بكتيبة دورهام للمشاة الخفيفة– بدعمٍ من الدبابات، فرض سيطرتها مجددًا على الجسر والاستيلاء عليه. لم يستطع الحلفاء تأمين الجسر إلا بعد مرور 3 أيام عقب بداية العملية، حينها أنشأت كتيبة أخرى تابعة لكتيبة المشاة الخفيفة، تحت قيادة القوات المظلية، نقطة عبور على الضفة الشمالية للنهر.
لم يؤدِ الاستيلاء على جسر بريموسولي إلى ذلك التقدم السريع الذي توقعه الحلفاء، فبحلول فترة الاستيلاء على الجسر، استجمع الألمان قواتهم ونصبوا خطًا دفاعيًا. استولى الجيش الثامن على قطانية في أوائل الشهر التالي للعملية. بحلول تلك الفترة، انسحبت سرية القوات المظلية الأولى إلى مالطا، ولم تشارك بعدها في غزو صقلية. تعلّم الحلفاء دروسًا من تلك العملية، واستفادوا منها لاحقًا في عمليات المجوقلة.

## خلفية تاريخية

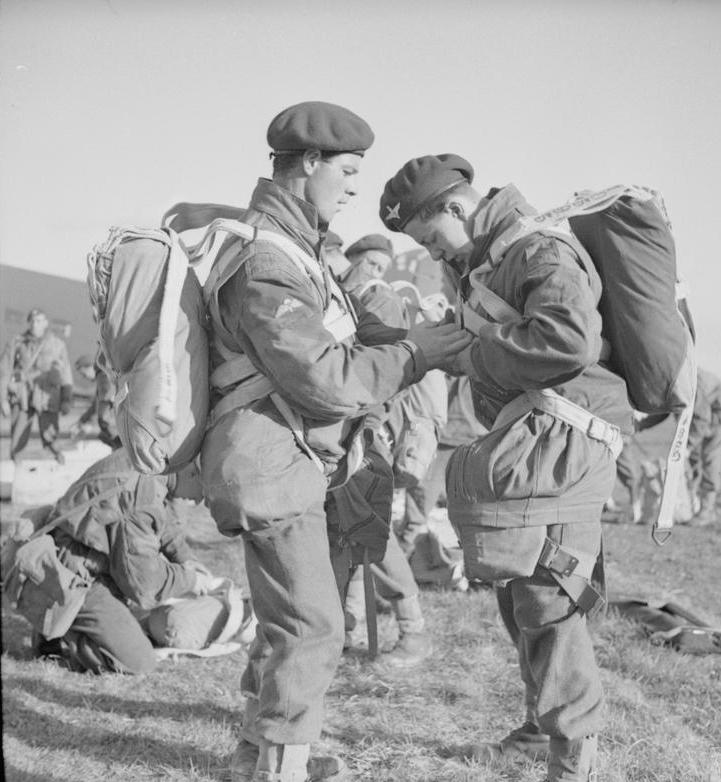
المظليين البريطانيين أبريل 1944

عقب هزيمة قوات المحور في شمال أفريقيا، كان الهدف المنطقي التالي للحلفاء هو عبور البحر المتوسط، وإنزال جيوشهم إما في جنوب فرنسا أو البلقان أو صقلية أو إيطاليا. اختار الحلفاء صقلية، وخططوا لعملية الإنزال في العاشر من شهر يوليو عام 1943. تألفت مجموعة الجيوش الخامسة عشر، بقيادة الجنرال السير هارولد ألكسندر، من الجيش الأمريكي السابع بقيادة الفريق جورج باتون، وهو الجيش الذي سيهبط غربًا بين ليكاتا وسكولييتي، والجيش الثامن البريطاني المخضرم تحت قيادة الجنرال المتمرس برنارد مونتغمري، والذي سيهبط بدوره في الجنوب الشرقي بين كابو باسيرو وسرقوسة.
بالإضافة إلى بعض عمليات الإنزال المنقولة بحرًا، استخدم الحلفاء عمليات إنزال مجوقلة خلال الغزو. فكان من المفترض أن تهبط فرقة القوات المجوقلة الثانية والثمانين الأمريكية تحت قيادة اللواء ماثيو ريدجواي لتوفر الدعم للجيش السابع، وكان من المفترض أن تجري فرقة القوات المجوقلة الأولى البريطانية تحت قيادة اللواء جورج هوبكنسون عمليات هبوط على طول الساحل الشرقي لدعم الجيش الثامن.